# Некакса
«Некакса» (ісп. Club Necaxa) — мексиканський футбольний клуб із міста Агуаскальєнтес.

## Історія
26 серпня 1923 футбольні команди «Трамвай» та «Світло і сила» об'єдналися в клуб «Некакса». В цьому ж році команда дебютує в чемпіонаті Мексики. Наступного сезону займає друге місце у лізі, а в фіналі кубка перемагає «Астуріас» з рахунком 3:2. В сезоні 1925/26 виграно другий кубок країни. 4:2 в матчі з «Реал Еспанья». 1927 року проводить, першим серед мексиканських клубів, міжнародний матч з чилійським «Коло-Коло» (0:3). 14 вересня 1930 відкрито власний стадіон «Кампо Некакса» на 15 000 місць.
В 30-ті роки «Некакса» найсильніша команда Мексики. Чотири виграних чемпіонати та два кубки. Лідерами того складу були Хуліо Лорес та Орасіо Касарін. На третіх спортивних іграх країн Центральної Америки та Карибського басейну 1935 року — базовий клуб збірної. Виграно всі п'ять матчів з загальною різницею м'ячів 29-5, а в кожному поєдинку брало участь по 8-9 гравців клубу.
1950 року клуб був прийнятий до професіональної ліги. В 60-ті роки виграв два кубки країни. У вересні 1971, через фінансові борги, був проданий іспанським бізнесменам. Протягом 11 років називався «Атлетіко Еспаньйол». На початку 80-х років власником команди стала телевізійна компанія «Телевіса», яка відновила стару назву клуба. В кінці 20 століття «Некакса» найсильніший клуб країни. Здобуто три чемпіонських титули та кубок чемпіонів КОНКАКАФ.
За результатами сезону 2008/09 клуб вперше в своїй історії вибув з Прімери. Через рік повернувся до вищого дивізіону, але не зміг закріпитися серед найкращих клубів Мексики.
У рейтингу найкращих клубів Центральної та Північної Америки 20-го століття займає 7 місце (найвище серед мексиканських клубів).

## Титули та досягнення

### На міжнародній арені
- Третій призер клубного чемпіонату світу (1): 2000
- Володар кубка чемпіонів КОНКАКАФ (2): 1975, 1999
- Володар кубка кубків КОНКАКАФ (1): 1994
- Фіналіст кубка чемпіонів КОНКАКАФ (1): 1996

### Аматорська епоха
- Чемпіон (4): 1933, 1935, 1937, 1938
- Віце-чемпіон (3): 1925, 1932, 1940
- Володар кубка (4): 1925, 1926, 1933, 1936
- Фіналіст кубка (2): 1940, 1942

### Професіональна епоха
- Чемпіон (3): 1995, 1996, 1998 (З)
- Віце-чемпіон (4): 1974, 1996 (З), 1998 (Л), 2002(Л)
- Володар кубка (3): 1960, 1966, 1995
- Володар суперкубка (2): 1966, 1995

## Найвідоміші гравці
- Хуліо Лорес — Нападник, учасник чемпіонату світу 1930
- Орасіо Касарін (1936–1942, 1950–1951) — 4-е місце у рейтингу «Найкращі футболісти КОНКАКАФ».
- Хосе Антоніо Рока — захисник, учасник трьох чемпіонатів світу.
- Хосе Ламадрід — нападник, учасник чемпіонату світу 1954.
- Сатурніно Мартінес — захисник, учасник чемпіонату світу 1954.
- Альфонсо Португал — захисник, учасник чемпіонату світу 1958.
- Хайме Салазар — півзахисник, учасник чемпіонату світу 1958
- Педро Дельячо (1959–1965) — захисник, за збірну Аргентини 35 матчів.
- Маріо Веларде (1960–1965) — півзахисник, учасник чемпіонатів світу 1962, 1970.
- Антоніо Мота (1961–1970) — воротар, учасник чемпіонатів світу 1962, 1970.
- Маріо Перес (1965–1970) — захисник, учасник чемпіонату світу 1970.
- Мануель Лапуенте (1966–1970) — нападник, за збірну 13 матчів (5 голів).
- Ігнасіо Амбріс (1983–1986, 1989–1996, 1999–2001) — півзахисник, за збірну Мексики 64 матчі (6 голів).
- Хуан Ернандес (1983–1988) — захисник, за збірну 36 матчів (2 голи).
- Херардо Есківель (1986–1999)] — півзахисник, 367 матчів за клуб.
- Алекс Агінага (1989–2003)] — півзахисник, за збірну Еквадору 109 матчів (23 голи).
- Іво Басай (1990–1995) — нападник, за збірну Чилі 24 матчі (6 голів).
- Альберто Гарсія Аспе (1991–1997) — півзахисник, за збірну 109 матчів (21 гол).
- Едуардо Вільчес (1994–1999) — захисник, за збірну Чилі 30 матчів (1 гол).
- Агустін Дельгадо (1999–2001) — нападник, за збірну Еквадору 71 матч (31 гол).
- Луїс Перес (1999–2003) — півзахисник, за збірну 69 матчів (8 голів).
- Луїс Роберто Альвес (2000–2003) — нападник, за збірну Мексики 84 матчі (30 голів).
- Хуан Рейносо (2002–2004) — захисник, за збірну Перу 84 матчі (5 голів).
- Уго Родальєга (2002–2004) — нападник, за збірну Колумбії 41 матч (8 голів).

## Найкращі бомбардири чемпіонату Мексики

### Аматорська епоха
| Футболіст    | Кіл. | Сезони                          |
| ------------ | ---- | ------------------------------- |
| Іларіо Лопес | 3    | 1935 (17), 1936 (14), 1937 (11) |
| Хуліо Лорес  | 2    | 1932 (20), 1933 (8)             |
| Мігель Руїс  | 1    | 1927 (13)                       |

### Професіональна епоха
| Футболіст           | Кіл. | Сезони               |
| ------------------- | ---- | -------------------- |
| Хуліо Марія Палейро | 2    | 1954 (21), 1937 (19) |
| Орасіо Касарін      | 1    | 1951 (17)            |
| Туліо Кіньонес      | 1    | 1953 (14)            |
| Норберто Оутес      | 1    | 1984 (28)            |
| Іво Басай           | 1    | 1993 (27)            |
| Агустін Дельгадо    | 1    | 2000Л (14)           |